# Belinurus
Belinurus är ett utdött släkte inom ordningen dolksvansar (Xiphosura).
Belinurus förekommer under devon i Old Red Sandstone i Västeuropa och Nordamerika.